# Ben Allen
Ben Allen (* 19. Januar 1985) ist ein australischer Duathlet und Triathlet, der vorwiegend im Cross-Triathlon startet.

## Werdegang
Nachdem er für einige Jahre bei ITU-Bewerben auf der Triathlon-Kurzdistanz oder der Mitteldistanz aktiv war, startet Ben Allen heute vorwiegend im Cross-Triathlon bei den weltweiten Xterra-Rennen sowie im Triathlon auf der Ironman-Halbdistanz (Ironman 70.3).

Im Oktober 2013 wurde er Dritter bei der Weltmeisterschaft Cross-Triathlon.
Bei der Xterra Saipan (1,5 km Schwimmen, 30 km Mountainbike und 12 km Crosslauf) auf der Inselgruppe der Nördlichen Marianen konnte der Australier im März 2015 mit seinem vierten Sieg in Folge den bisherigen Rekord des Schweizers Olivier Marceau einstellen.
Im Oktober 2016 wurde er auf Hawaii Dritter bei der Xterra-Weltmeisterschaft Cross-Triathlon.
Bei der Weltmeisterschaft Cross-Triathlon wurde er im August 2017 Vierter. Zwei Tage später startete er auch bei der Aquathlon-Weltmeisterschaft und belegte in Kanada den 19. Rang.
Ben Allen ist seit März 2017 verheiratet mit der britischen Triathletin mit Jacqui Slack.

## Sportliche Erfolge
| Datum/Jahr    | Rang | Wettbewerb            | Austragungsort | Zeit | Bemerkung                                                                          |
| ------------- | ---- | --------------------- | -------------- | ---- | ---------------------------------------------------------------------------------- |
| 21. Apr. 2013 | 2    | Samui Triathlon       | Ko Samui       |      | Zweiter auf der Langdistanz (4 km Schwimmen, 122,65 km Radfahren und 30 km Laufen) |
| 10. Juni 2012 | 5    | Ironman 70.3 Italy    | Pescara        |      |                                                                                    |
| 12. Mai 2012  | 3    | Ironman 70.3 Mallorca | Alcúdia        |      |                                                                                    |

| Datum/Jahr    | Rang | Wettbewerb                                | Austragungsort     | Zeit     | Bemerkung                                                                                        |
| ------------- | ---- | ----------------------------------------- | ------------------ | -------- | ------------------------------------------------------------------------------------------------ |
| 1. Apr. 2023  | 2    | Xterra Dunsbourough                       | Dunsbourough       | 02:30:05 |                                                                                                  |
| 29. Feb. 2020 | 2    | OTU Cross Triathlon Oceania Championships | Snowy Mountains    | 02:23:54 |                                                                                                  |
| 30. Sep. 2018 | 2    | Xterra Taiwan                             | Penticton          | 02:44:05 | Zweiter bei der Erstaustragung                                                                   |
| 10. Juli 2018 | 8    | ITU Cross Triathlon World Championships   | Fyn                | 02:11:37 | Weltmeisterschaft Cross-Triathlon                                                                |
| 23. Aug. 2017 | 4    | ITU Cross Triathlon World Championships   | Penticton          | 02:10:42 |                                                                                                  |
| 2. Apr. 2017  | 2    | Xterra Phuket                             | Ko Phuket          | 02:31:14 | bei der Erstaustragung                                                                           |
| 19. Nov. 2016 | 5    | ITU Cross Triathlon World Championships   | Snowy Mountains    | 02:40:49 | Weltmeisterschaft Cross-Triathlon                                                                |
| 23. Okt. 2016 | 3    | Xterra World Championships                | Maui               | 02:53:50 | Xterra-Weltmeisterschaft                                                                         |
| 9. Mai 2016   | 1    | Xterra Malaysia                           | Kuantan            | 02:55:42 | [ 7 ]                                                                                            |
| 11. Apr. 2015 | 1    | Xterra Guam                               | Guam               |          |                                                                                                  |
| 28. März 2015 | 1    | Xterra Saipan                             | Nördliche Marianen | 02:40:25 |                                                                                                  |
| 28. Feb. 2015 | 2    | OTU Cross Triathlon Oceania Championships | Lake Crackenback   | 02:13:57 | Zweiter hinter Courtney Atkinson                                                                 |
| 8. Feb. 2015  | 3    | Xterra Philippines                        | Albay              | 02:28:00 |                                                                                                  |
| 26. Okt. 2014 | 3    | Xterra World Championships                | Maui               |          | Weltmeisterschaft Cross-Triathlon                                                                |
| 16. Aug. 2014 | DNF  | ITU Cross Triathlon World Championships   | Olbersdorf         | –        | ITU-Weltmeisterschaft Cross-Triathlon                                                            |
| 9. Aug. 2014  | 3    | Xterra Czech                              | Okres Prachatice   | 02:47:25 |                                                                                                  |
| 5. Apr. 2014  | 1    | Xterra Saipan                             | Nördliche Marianen |          |                                                                                                  |
| 15. März 2014 | 3    | Xterra Philippines                        | Albay              |          |                                                                                                  |
| 27. Okt. 2013 | 3    | Xterra World Championships                | Maui               | 02:36:24 | Weltmeisterschaft Cross-Triathlon                                                                |
| 8. Sep. 2013  | 1    | Xterra England                            | Cranleigh          |          | Ben Allen holte sich den Sieg – neben seiner Partnerin Jacqui Slack bei den Frauen               |
| 2013          | 1    | Xterra Malaysia                           | Kuantan            |          |                                                                                                  |
| 23. März 2013 | 1    | Xterra Guam                               | Guam               |          |                                                                                                  |
| 9. März 2013  | 1    | Xterra Saipan                             | Nördliche Marianen |          |                                                                                                  |
| 8. Sep. 2012  | 3    | Xterra Switzerland                        | Prangins           |          |                                                                                                  |
| 27. Mai 2012  | 2    | Xterra Italy                              | Sardinien          |          |                                                                                                  |
| 24. März 2012 | 1    | Xterra Saipan                             | Nördliche Marianen |          |                                                                                                  |
| 10. März 2012 | 1    | Xterra Guam                               | Guam               |          |                                                                                                  |
| 29. Mai 2011  | 3    | Xterra Italy                              | Sardinien          |          |                                                                                                  |
| 30. Apr. 2011 | 11   | ITU Cross Triathlon World Championships   | Extremadura        | 01:35:30 | ITU-Weltmeisterschaft Cross-Triathlon (1 km Schwimmen, 20 km Mountainbiken und 6 km Geländelauf) |

| Datum/Jahr    | Rang | Wettbewerb                        | Austragungsort | Zeit     | Bemerkung                   |
| ------------- | ---- | --------------------------------- | -------------- | -------- | --------------------------- |
| 25. Aug. 2017 | 19   | ITU Aquathlon World Championships | Penticton      | 00:32:57 | Aquathlon-Weltmeisterschaft |

(DNF – Did Not Finish)